# 藤田淳平 (指揮者)
藤田 淳平（ふじた じゅんぺい、1981年7月20日 - ）は、日本の指揮者、音楽プロデューサー。長崎県出身。2010年 日独楽友協会指揮者コンクールで3位入賞した。複数の楽団の常任指揮者として活動している。

## 経歴
- 2000年 茨城県立竹園高等学校卒業。
- 2004年 獨協大学経済学部を卒業[1]。
- 2004年 エイベックスに入社し、メディアプロモーション等に携わる。
- 2004年 友人らと交響楽団たんぽぽを設立。交響楽団たんぽぽの常任指揮者となる。
- 2010年 エイベックスを退職。
- 2010年 日独楽友協会指揮者コンクールで3位入賞[2]。
- 2010年 奨学金を得てドイツ/ヴァイカースハイム 及びオーストリア/ウィーンで開催された国際指揮マスタークラスに参加。成績優秀者とし て修了演奏会を指揮。
- 2010年 公益財団法人 東京交響楽団スーパーバイザー（ - 2011）。
- 2011年 尚美ミュージックカレッジ専門学校 音楽総合アカデミー学科講師に就任。
- 2012年 BlossomStringsEnsembleの常任指揮者となる。
- 2012年 アドバンスド・エンタテインメント株式会社 取締役副社長就任。AKB48の牛舌GIRLS メディアプロデューサーやミス・ユニバース・ジャパン エリアエグゼクティブを務める。
- 2014年 尚美ミュージックカレッジ専門学校 音楽総合アカデミー学科講師を退任。
- 2014年 年末に音楽家集団アートファミリア協会を設立。
- 2015年 アートファミリア室内管弦楽団の常任指揮者となる。

## 関連する人物
- 藤田淳平が師事した音楽家
  - 近衛秀健（宮内庁指揮者）
  - 西脇秀治（元東京交響楽団首席チェロ奏者）
  - シメオン=ピロンコフ（ウィーン国立音大指揮科教授）

## メディア出演
- AKB48の牛舌GIRLS 第20回（2014年8月17日放送） 審査員として登場した。
- AKB48の牛舌GIRLS 第25回（2014年9月21日放送） ファッション対決で相方を選ぶくじ引きの結果、名取の彼氏役として登場した。